# Louise-Jeanne Tiercelin de La Colleterie
Louise-Jeanne Tiercelin de La Colleterie, genannt Madame de Bonneval (* 1746; † 1779) war die Mätresse des französischen Königs Ludwig XV. Aus der gemeinsamen Verbindung ging ein Sohn hervor, Benoît-Louis Le Duc, abbé (* 1764).
Als der Abt von Lustrac sie ermutigte, die Legitimation ihres Sohnes zu planen, beendete der König die Affäre und ließ sie am 25. Juli 1765 in die Bastille sperren. Am 18. August wurde sie mit einer Pension von 30.000 Livres entlassen. Sie heiratete nicht, lebte als Kostgängerin in mehreren Klöstern und hatte mehrere Liebesaffären, insbesondere mit dem Grafen von Langeac und dem amerikanischen Abenteurer Paul Jones. Sie war sehr verschuldet und gab jährlich etwa 100.000 Livres aus, die aus der königlichen Schatzkammer bezahlt wurden – sowohl von Ludwig XV. als auch von seinem Nachfolger Ludwig XVI.
Sie starb am 5. Juli 1779 im Alter von 32 Jahren an Krebs.